# 안비 정씨
안비 정씨(중국어: 安妃 鄭氏)는 명 태조 주원장의 후궁이다.

## 생애
홍무 3년 (1370년), 안비 정씨는 주원장의 8녀 복청공주를 낳았다. 홍무 18년 (1386년), 공주는 봉상후 장룡의 아들 장린에게 하가해, 장극준을 낳았다. 안비 정씨는 생년 미상으로, 영락 15년 (1417년), 복청공주가 사망하여, 안덕산 (지금의 난징시 위화구 덩푸산)에 묻혔다. 1998년 6월, 난징시 박물관은 난징 남부 교외의 덩푸산에서 명나라 부마사인 장극준과 그의 어머니 복청공주묘를 잇따라 발굴했다.

## 참고 문헌
- 《명사(明史)》 공주전